# خلیفه القطان
خلیفه القطان (ژانویه ۱۹۳۴ – ۲۷ ژوئیه ۲۰۰۳) هنرمند پیشگام کویتی بود. او اولین هنرمند کویتی بود که نمایشگاه انفرادی در کویت برگزار کرد. در اوایل دهه ۱۹۶۰، او یک نظریه هنری جدید به نام «سیرکلیسم» را پایه‌گذاری کرد. خانه او به یک موزه هنری در کویت به نام خانه آینه تبدیل شد. این یک جاذبه گردشگری محبوب است.